# Anisobas maros
Anisobas maros är en stekelart som beskrevs av Heinrich 1934. Anisobas maros ingår i släktet Anisobas och familjen brokparasitsteklar. Inga underarter finns listade i Catalogue of Life.